# 济南公交

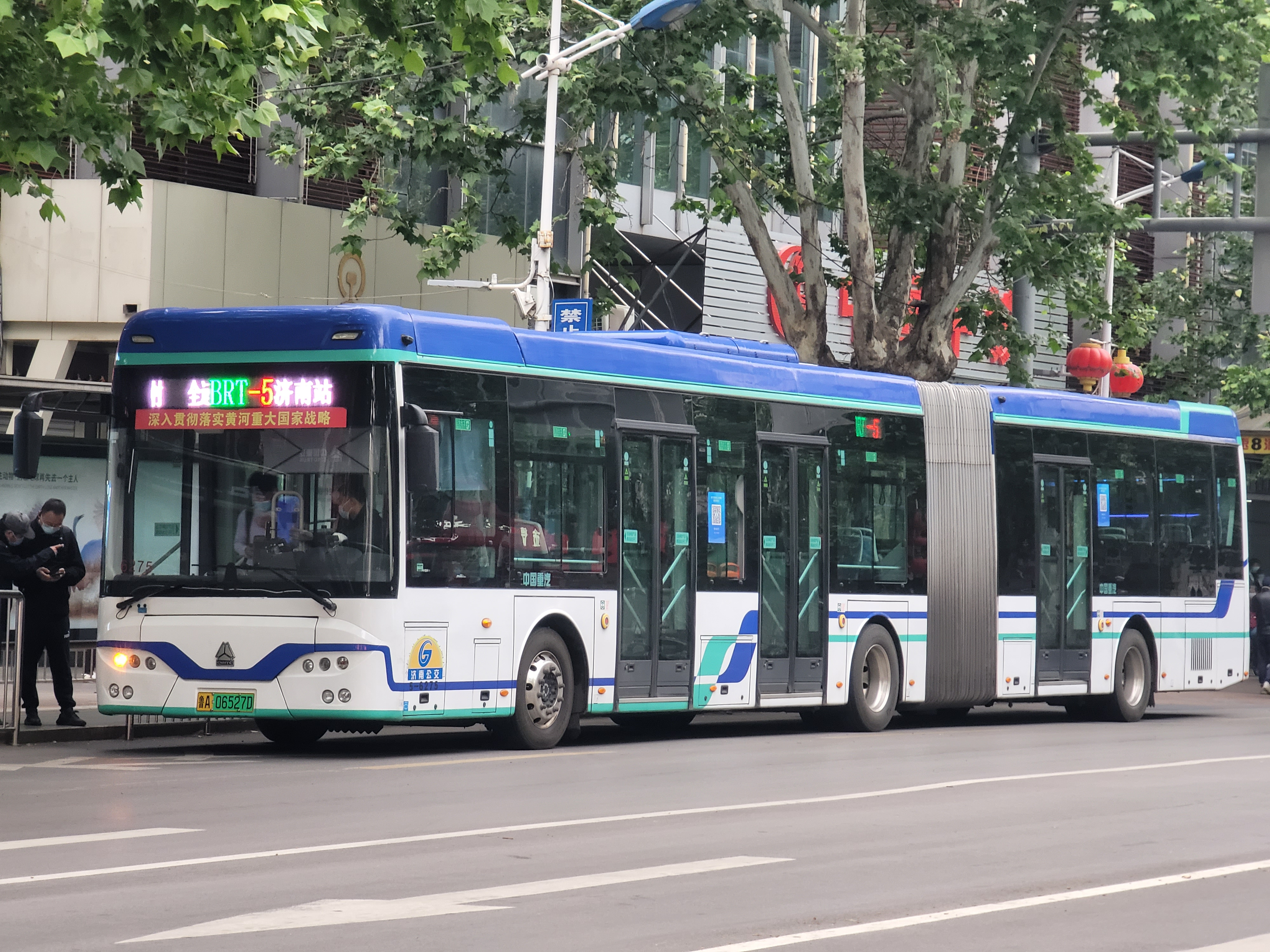
济南快速公交5线使用的中國重汽ZZ6186GBEVQ2型铰接客车停靠在济南站公交站

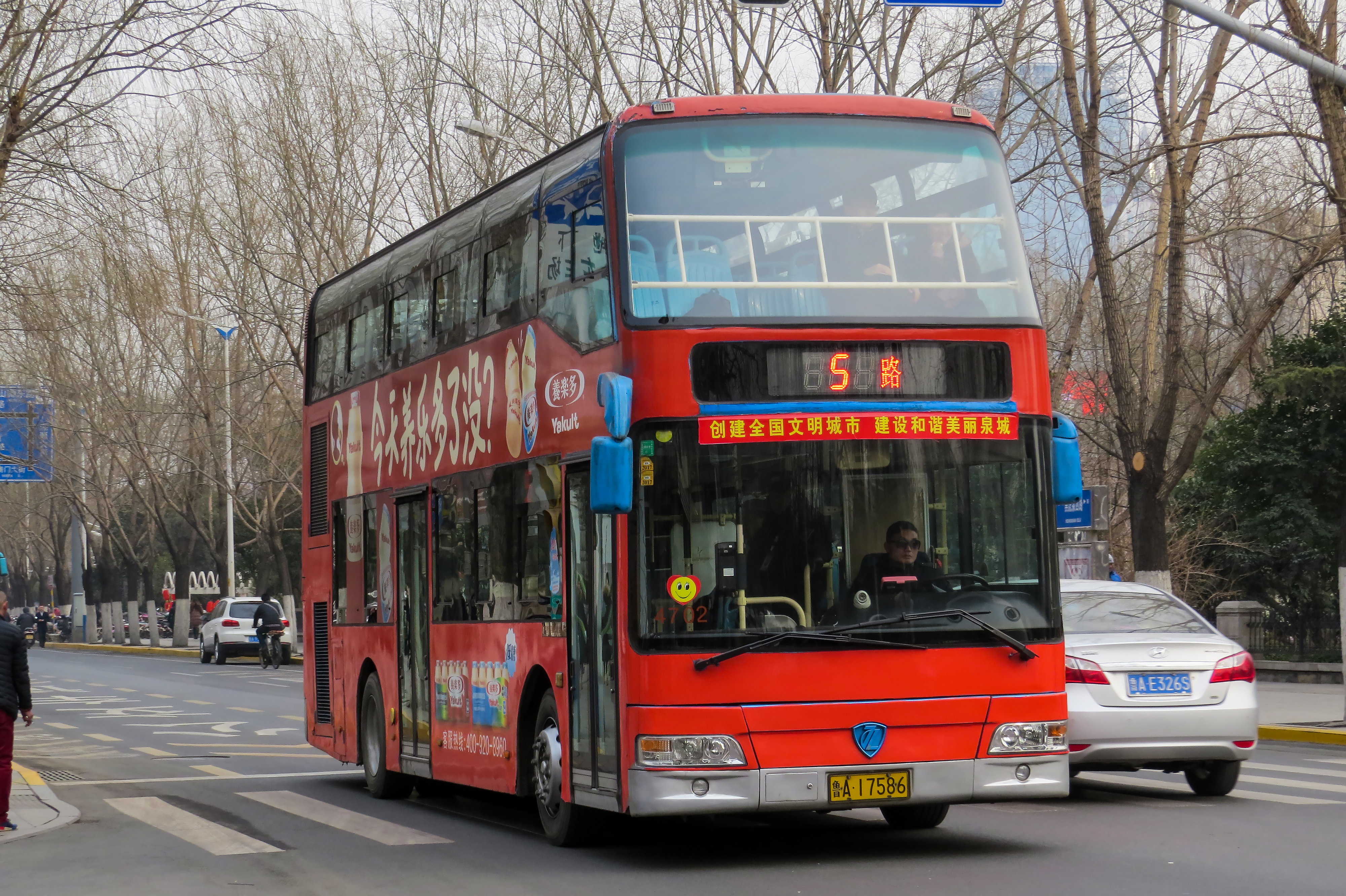
济南公交5路使用的南京金陵JLY6101SACNG双层客车行驶在泉城广场北侧

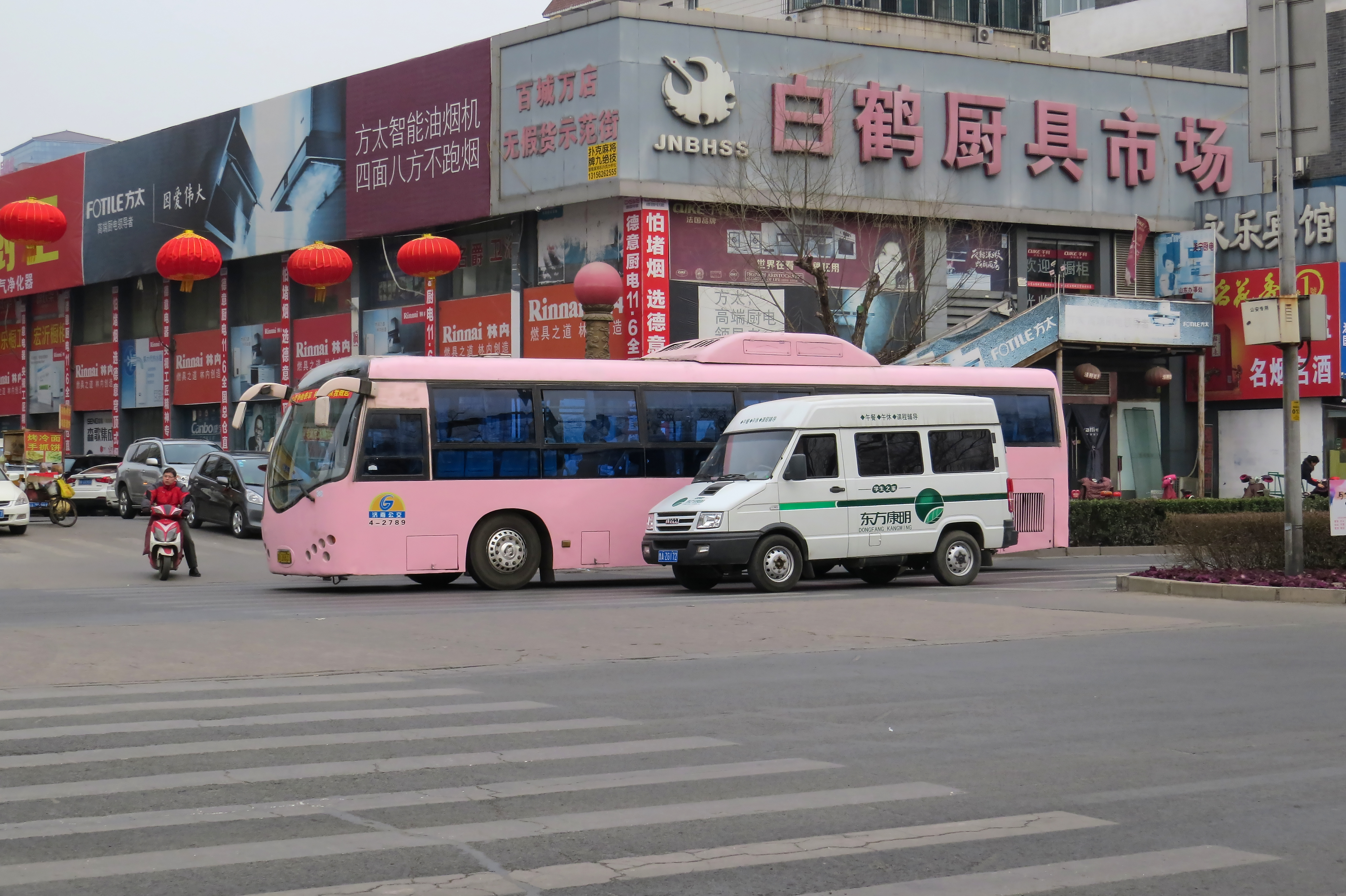
济南公交45路使用的中国重汽JK6122G型客车

济南公交，指的是一个在中国济南市运营的公共汽车和公共无轨电车系统。该系统主要服务于济南市区内及近郊区，也有线路连接远郊区县。主要运营商是济南公共交通集团有限公司，其他运营商还有济南长运等。

## 历史
济南历史上最早出现的按线行驶公共交通车辆出现在1931年，由西门沿城墙向北再向东至北极阁。不过这条线路是私人经营且只有1辆车，并且没有证据表明其是否按站停靠、按点发车，故不属于严格意义上的公交线路。类似的还有一条济南城至泺口的线路，也是私人经营。这些线路由于经营方法不科学、票价较贵等原因，通常几个月后即宣布停驶。
1938年，日本控制下的伪山东省政府开始筹备济南公共交通事宜。当年秋天，成立了隶属于华北交通株式会社的济南自动车营业所，开辟了1路公交，线路东起院前街，穿越普利门沿经二路至纬十路向南，到经三路掉头向东，至纬一路向北回原线。这是济南市区内第一条符合按线行驶、按站停靠、按点发车三项标准的城市公交线路。此线路即为今天济南1路公交的雏形，现在的1路中间一段仍按当时1路的走向运行。一般认为这是济南市正式拥有城市公交系统的开始。
之后，该营业所又开辟了从济南车站到进德会（今经七纬二附近）的公交线路。是为今天济南4路的雏形。
1945年日本无条件投降，该营业所的营业也宣告结束。国民政府接管济南后，在该所基础上成立了新的公交公司。
1948年济南战役后，新政府接管原公交公司并在其基础上成立了济南市内客运营业所。该营业所后来逐渐发展为现在的济南市公共交通总公司。
1977年，济南市第一条无轨电车线路通车。此后，无轨电车系统逐步发展，现在已拥有4条线路。
2008年，济南市第一条快速公交线路通车。目前已拥有快速公交走廊5条，线路6条。
2011年，开通到济南西站的K156路，K157路公交车。
2020年，更名为济南公共交通集团有限公司。

## 基本状况
济南市公共交通十分发达，为全国公共交通建设先进示范城市。为保证公交优先，市区主干道大多建设有公交专用道。快速公交系统的信号优先措施也在逐步实施中。
目前济南市的公共交通线路共有300条左右。

## 线路

### 市区线路
市区线路全部由济南公共交通集团有限公司运营，分为以下类别：
- 快速公交（BRT）：目前有13条正线（BRT字头）与30条支线（B字头），票价两元，实行车站内免费换乘。由于采用了硬隔离中央专用道、信号优先等措施，车速较普通公交有很大提高，目前已成为市区重要的公共交通形式之一。此外，与其他进入BRT站台的B字头支线也可在站台内免费换乘。

- 常规线路：遍及市区各地，票价1元，K字头空调车2元（IC卡八折，两小时内换乘六折，学生卡四折）部分前往郊区线路3元。
  - 公共无轨电车：线路号为K101至K104（K104路临时停运）及其他使用无轨电车的常规、BRT线路，均为济南市重要的公共交通线路，客流量大，运营时间长。票价与普通公交汽车相同。

- 社区线路：往返与各个社区之内，线路号为5开头的三位数，票价1元。

- 近郊线路：市郊线路包括去往南部山区村镇的，线路号多为8开头的三位数，票价1-3元。以及去往东郊的线路号多为3开头的三位数。

- 高峰通勤线路：仅在工作日早高峰与晚高峰期间运行，线路号为T字头，票价2元。

- 旅游线路：往返在市区与旅游景点之间，线路号为游7开头的三位数，票价20元（游709）或40元（游701、游707、游709）。以及行驶在市区内著名景观之间，线路号为777的三条支线，票价12元(非节假日当日车票可乘坐2次)，可享受名泉泡茗茶一杯(一票一次)，泉城特色邮政车票一张。旅行社团队6折优惠，20人以上团队6折优惠，10人以上团队7折优惠。
- 机场线路：共6条线路，营办商为济南机场，济南长运，济南公交，山东交运等。

- 远郊线路：远郊线路由其他公司运营，包括去往长清的线路3条，分别为济长1路、2路和3路（山东交运好运巴士以及济南长运巴士）；去往章丘的线路4条（山东交运好运巴士）；去往济阳的线路3条（济南长运巴士）；去往莱芜的线路3条（山东交运以及莱芜长运，钢城长运），分别为济南济莱公交总站线、东站线和济南东站-钢城公交，票价20元；去往平阴的线路2条（山东交运平阴通达运输）；去往齐河的线路5条（济齐公交）；去往泰安的线路1条，多级票价，全程15元。此类线路多为K9开头的三位数，实行多级票价。

## IC卡
济南公交对外共发行八种乘车卡。其中包括储值卡、按天数计算的不限次卡种（春秋卡和绿色出行卡）、适用于特殊人群的优惠卡。所有发行中的卡都采用了无线射频（RFID）技术。
济南公交的读卡器也支持乘客使用其它非接触式IC卡，例如泉城通交通联合卡、泉城人才交通卡和由交通部经营的交通联合卡；除了一般的交通卡，还支持银联闪付。